# Михайлівський парк
Миха́йлівський парк — парк-пам'ятка садово-паркового мистецтва загальнодержавного значення в Україні. Розташований на південній околиці села Михайлівка у Маківській сільській територіальній громаді Хмельницької області. 
Площа 15 га. Статус надано згідно з Постановою Ради Міністрів УРСР від 29.01.1960 року № 105. Перебуває у віданні Михайлівської сільської ради. 
Парк розташований поблизу річки Гниловодки, є типово ландшафтним об'єктом.

## Історія
Скарбником червоноградським Михайлом Маковецьким приблизно в 1720 році було розпочате будівництво оборонного замку на пагорбі, що розташовувався поблизу річки. Архітектурний план споруди був виконаний італійським архітектором. Син Михайла Маковецького Стефан-Францішек продовжив будівництво замку. 1848 року його нащадок Миколай-Ксаверій Маковецький розпочав перебудову замку. Ним був також перетворений і старий сад, який перебував у занедбаному стані, на пейзажний парк. Наступний власник Стефан-Леон Маковецький продовжував проведення робіт на території парку та почав перетворювати ділянку на зразок садового-паркового мистецтва. Задля управління помістям ним було покинуте навчання на природничому факультеті Варшавського університету. У Михайлівцях була розгорнута його дослідницька діяльність. На території парку існував сад, в якому зростали банани юкки. На території Михайлівського парку проводились дослідження, що стосувались селекції та акліматизації. Були вирощені теплолюбні рослини. З 1900-х років на території Михайлівки діяв садово-торговельний заклад, в якому відвідувачі могли придбати саджанці рідкісних дерев, квітів та декоративних кущів. Його відвідували і іноземні покупці. В парку були прокладені пішохідні доріжки, висаджені квіти, зведені різні малі архітектурні форми. Парковий ставок мав площу 2,5 га з острівцем. Острів з берегом поєднувався за допомогою ажурного містка. Під час громадянської війни палац, оранжерея та інші будівлі, які розташовувались на території парку, були зруйновані. У 1920-х роках парк був переданий Кам'янець-Подільському сільськогосподарському інституту, проте через недостатню кількість фінансів та значну відстань територія перебувала у незадовільному стані. В 1937 та 1944 роках професор О. Л. Липа відвідував Михайлівський парк. Ним була відзначена колекція деревних рослин, що нараховувала близько 250 таксонів. Протягом 1960-х — 1970-х років був проведений ряд робіт, під час яких підсаджувались дерева та було огороджено парк. Нащадок останнього власника Стефан Маковецький, який проживає у Польщі, в наші часи сприяє благоустрою села Михайлівці.

## Опис
Парк розділений автотрасою на східну та західну частини. Основною є східна частина. На її території розташовуються руїни будівель, рідкісні представники дендрофлори та кам'яний грот, в якому є джерельна вода. Ставок та острівець також розміщені у східній частині. У західній частині зростає ялівець звичайний та сосна чорна, яка представлена там у кількості 162 дерев. Ставок зі західного боку має береги, з північно-східної сторони прилягає територія частини парку. Поблизу ставка є доріжки, біля них зростають кущі та дерева, серед яких великих розмірів досягла тополя біла. В північно-східному напрямку зі сторони ставка є кам'яний грот із джерелом «Іспекті». Він вбудований у схил. Має арочний вхід, його висота — близько 2 метрів. У центральній частині парку розташована галявина, на якій колись був палац. На її західному боці збереглись руїни панської конюшні. У цій частині парку зростають ялини колючі, вік яких перевищу століття. Також зростає бархат амурський, дуб звичайний пірамідальної форми, три клени польових та кущі: барбарис звичайний, бузок звичайний та жасмин кущовий. На галявині містяться лісолучні квіти. Діаметр крони одного з кущів барбарису звичайного сягає 7 метрів, його висота 3,5 метри. Збережена металева конструкція фонтану, який колись існував у парку. Серед насаджень парку — хвойні вічнозелені дерева та кущі. З 108 форм та видів деревних рослин складається дендрологічна колекція парку. Зростає на території природоохоронного об'єкту і гінкго дволопатеве. Його вік становить приблизно 140–150 років. Діаметр стовбура 89,0 сантиметрів, а висота 21 метр. На території парку є бузок угорський, дуб болотний, платан кленолистий, оксамит амурський, ялиця біла, група сосни веймутової, бук лісовий форми пурпурнолистої, берека, ялівець віргінський та псевдотсуга Мензіса форми голубої.Псевдотсуга Мензіса(дугласія) є інтродукованою хвойною породою, яка походить з Північної Америки. В Михайлівському парку зростає біогрупа цих дерев у кількості 6 особин, є свідчення про те, що раніше біогрупа складалась з 7 дерев, проте потім одне з них засохло.  Діаметр стовбура від 33,9 до 55,8 сантиметрів. Їх висота становить 26-30 метрів. В інших частинах парку зростають три дерева псевдотсуги Мензіса сизої форми. Діаметр їхніх стовбурів від 40,7 до 61,9 сантиметрів. Висота від 21 до 30 метрів. До 1927 року серед рослин парку значився кипарис болотний. Каштан голий та деякі інші види рослин було знищено під час проведення ремонтних робіт.Зростає також модрина польська, яка занесена до Червоної книги України.Тринадцять дерев модрини польської зростають біля ставка, три інші дерева зростають у іншій частині парку. Їх висота від 15 до 23 метрів. Мінімальний діаметр стовбура від 42,1 сантиметрів до 74,9 сантиметрів.